# 9ª Mostra internazionale d'arte cinematografica di Venezia (1948)
La 9ª edizione della Mostra internazionale d'arte cinematografica di Venezia si è svolta al Lido di Venezia, Italia, dal 19 agosto al 4 settembre del 1948. Il direttore è ancora Elio Zorzi. Anche per questa edizione (per l'ultima volta) il Miglior Film prende il nome di Gran Premio Internazionale di Venezia (futuro Leone d'Oro).
Molti i film famosi in concorso: La terra trema di Luchino Visconti (capolavoro non compreso in quei giorni di proiezione, che cede il Premio della Presidenza del Consiglio a Sotto il sole di Roma), Il tesoro della Sierra Madre di John Huston, Le avventure di Oliver Twist di David Lean, Idolo infranto di Carol Reed, La croce di fuoco di John Ford, Barriera invisibile di Elia Kazan, oltre al premiato Amleto di Laurence Olivier.

## Giuria
- Luigi Chiarini (Italia) (presidente)
- Mario Gromo (Italia)
- Guido Aristarco (Italia)
- Alberto Consiglio (Italia)
- Arturo Lanocita (Italia)
- Vinicio Marinucci (Italia)
- Mario Melloni (Italia)
- Giorgio Prosperi (Italia)
- Andrew Félix Morlión (Francia)

## Sezioni

### Algeria
- El diezair, regia di Jean Lehérissey (cortometraggio)

### Argentina
- L'ultimo dei Montecristo (Dios se lo pague), regia di Luis César Amadori

### Austria
- Das andere Leben, regia di Rudolf Steinboeck
- Il processo (Der Prozeß), regia di Georg Wilhelm Pabst
- La casa dell'angelo (Der Engel mit der Posaune), regia di Karl Hartl
- Mozart un Salzburg, regia di Max Zehenthofer (cortometraggio)
- Te saxa loquuntur, regia di Wilfried Fraß (cortometraggio)

### Belgio
- Passeurs d'or, regia di E.G. de Meyst
- Metrologie I, regia di Van Ysel (cortometraggio)
- Metrologie II, regia di Van Ysel (cortometraggio)
- Optique géometrique, regia di Van Ysel (cortometraggio)
- Transformateur, regia di Van Ysel (cortometraggio)

### Cecoslovacchia
- Špalíček, regia di Jiří Trnka

### Danimarca
- Derives des glaces (cortometraggio)
- Formé par des mains danoises (cortometraggio)
- Landsbykirken, regia di Carl Theodor Dreyer (cortometraggio)
- Les Eglises de village en Danemark (cortometraggio)
- Shaped by Danish Hands, regia di Hagen Hasselbach (cortometraggio)

### Francia
- L'aquila a due teste (L'Aigle à deux têtes), regia di Jean Cocteau
- Dédée d'Anvers, regia di Yves Allégret
- Paysans noirs, regia di Georges Régnier
- La battaglia per la bomba atomica (La Bataille de l'eau lourde), regia di Jean Dréville e Titus Vibe-Müller
- Alerte au post n.3, regia di Jimmy Berliet e Lucette Gaudard (cortometraggio)
- Famille de droites, famille de paraboles, regia di Marc Cantagrel (cortometraggio)
- Jacky, Jackotte et les sortilèges, regia di J.R. Leman e G.P. Ditischeim (cortometraggio)
- La Caravane de la lumière, regia di Marie Anne Colson-Malleville (cortometraggio)
- La Cité ardente, regia di Flory (cortometraggio)
- La Provence de Paul Cezanne, regia di Pierre Céria (cortometraggio)
- Le Tissage circulaire, regia di I. Schiltz (cortometraggio)
- Mer Boreale, regia di Edouard Logereau (cortometraggio)
- Notre planète la Terre, regia di Jean Painlevé (cortometraggio)
- Poligones regulières, regia di Marc Cantagrel (cortometraggio)
- Traitement chirurgical de la sciatique, regia di I. Schiltz e I. Méhu (cortometraggio)
- Goémons, regia di Yannick Bellon (cortometraggio)

### Germania Est
- Ehe im Schatten, regia di Kurt Maetzig

### Germania Ovest
- Finale, regia di Ulrich Erfurth
- Morituri, regia di Eugen York
- Ruhrgebiet, regia di Jean Moliteur (cortometraggio)
- Schall, den man nicht hört, regia di Erich Menzel (cortometraggio)

### India
- White Fibre, regia di Pittamandalam Venktatachalapathy Pathy (cortometraggio)

### Israele
- Beth ha àrava, regia di Norman Laurie (cortometraggio)

### Italia
- L'amore, regia di Roberto Rossellini
- Sotto il sole di Roma, regia di Renato Castellani
- Senza pietà, regia di Alberto Lattuada
- La terra trema, regia di Luchino Visconti
- Fuga in Francia, regia di Mario Soldati
- Anni difficili, regia di Luigi Zampa
- Amalfi, regia di Guido Guerrasio (cortometraggio)
- Architetture di Gattapone da Gubbio, regia di Glauco Pellegrini (cortometraggio)
- Basiliche cristiane, regia di Emilio Lavagnino (cortometraggio)
- Cinefestival 1948, regia di Gigi Martello (cortometraggio)
- Lumini, regia di Francesco Pasinetti (cortometraggio)
- Micetto cacciatore (cortometraggio)
- Ombra e luce, regia di Enzo Alfonsi (cortometraggio)
- Repubblica di ragazzi (cortometraggio)

### Marocco
- Noces de sables, regia di André Zwoboda
- Fez, regia di André Zwoboda (cortometraggio)

### Messico
- Feudalismo messicano (Maclovia), regia di Emilio Fernández
- Nocturno de amor, regia di Emilio Gómez Muriel

### Polonia
- L'ultima tappa (Ostatni etap), regia di Wanda Jakubowska
- Fiamme su Varsavia (Ulica Graniczna), regia di Aleksander Ford
- Coty tu robisz (cortometraggio)
- Koplnia, regia di Natalia Brzozowska (cortometraggio)

### Regno Unito
- Scarpette rosse (The Red Shoes), regia di Michael Powell ed Emeric Pressburger
- L'impareggiabile Richard (Spring in Park Lane), regia di Herbert Wilcox
- Amleto (Hamlet), regia di Laurence Olivier
- Le avventure di Oliver Twist (Oliver Twist), regia di David Lean
- Idolo infranto (The Fallen Idol), regia di Carol Reed
- Tutto mi accusa (The Winslow Boy), regia di Anthony Asquith
- Il sentiero della fortuna (Fortune Lane), regia di John Baxter
- A Tappole Tale (cortometraggio)
- Atomic Physics, regia di Derek Mayne (cortometraggio)
- Basuto Boy, regia di Aubrey Singer (cortometraggio)
- Children Learning by Experience, regia di Margaret Thomson (cortometraggio)
- Day and Night (cortometraggio)
- Elimination, regia di Beryl Denman Lacey (cortometraggio)
- Eyes to See With, regia di Pat Pulle (cortometraggio)
- Five Towns, regia di Ralph Keene (cortometraggio)
- Gasoline, regia di Dennis Segaller (cortometraggio)
- History of Writing, regia di John Martin-Jones (cortometraggio)
- Pen Pictures from Rhodesia, regia di Frank Goodliffe (cortometraggio)
- Polio - Diagnosis and Management, regia di Geoffry Jones
- Precise Measurement for Engineers, regia di Jack Chambers (cortometraggio)
- Steps of the Ballet, regia di Muir Mathienson (cortometraggio)
- The Electric Refrigerator, regia di Langton Gould Marks (cortometraggio)
- The Greedy Boy's Dream, regia di Richard Massingham (cortometraggio)
- The Secret Tunnel, regia di William C. Hammond (cortometraggio)
- Waverly Steps, regia di John Eldridge (cortometraggio)

### Stati Uniti d'America
- Doppia vita (A Double Life), regia di George Cukor
- Duello al sole (Duel in the Sun), regia di King Vidor
- Il tempo si è fermato (The Big Clock), regia di John Farrow
- Oppio (To the Ends of the Earth), regia di Robert Stevenson
- La storia della Louisiana (Louisiana Story), regia di Robert J. Flaherty
- Il tesoro della Sierra Madre (The Treasure of the Sierra Madre), regia di John Huston
- Gran Premio (National Velvet), regia di Clarence Brown
- Macbeth, regia di Orson Welles
- Strange Victory, regia di Leo Hurwitz
- Barriera invisibile (Gentleman's Agreement), regia di Elia Kazan
- Decision for Bill, regia di Irving Rusinow (cortometraggio)
- Farmer and Fisherman, regia di Victor Jurgens (cortometraggio)
- Flamingo (cortometraggio)
- Frenzy (cortometraggio)
- Glitter (cortometraggio)
- Henry Moore (cortometraggio)
- Isle (cortometraggio)
- Jealousy (cortometraggio)
- Miracle of Living (cortometraggio)
- Road to Democracy (cortometraggio)
- Starting Line(cortometraggio)
- Street (cortometraggio)
- The Hurricane Circuit, regia di Burnett H. Lamont (cortometraggio)
- Toward Independence, regia di George L. George (cortometraggio)
- Trailer 201, regia di Victor D. Solov (cortometraggio)

### Sudafrica
- Vanishing Africa, regia di Emil Nofal (cortometraggio)

### Svezia
- La furia del peccato (Kvinna utan ansikte), regia di Gustaf Molander
- Musica nel buio (Musik i mörker), regia di Ingmar Bergman

### Svizzera
- À l'assaut du ciel (cortometraggio)
- Engadine (cortometraggio)
- Poudre, regia di Herbert E. Meyer (cortometraggio)
- Sur la Bernina (cortometraggio)
- Wirkstoffe des Lebens, regia di Auguste Kern (cortometraggio)

### Sezione Documentari
- 1848, regia di Gigi Martello (cortometraggio)
- Ad dei honorem, regia di Alfred Ehrhardt (cortometraggio)
- Anatomia del colore, regia di Attilio Riccio e Primo Zeglio (cortometraggio)
- Andělský kabát, regia di Eduard Hofman (cortometraggio)
- Aristide Maillol, sculpteur, regia di Jean Lods (cortometraggio)
- Camminare con gli altri, regia di Ugo Fasano (cortometraggio)
- Carpaccio, regia di Umberto Barbaro e Roberto Longhi (cortometraggio)
- Como nace un volcán (cortometraggio)
- Conquêtes, regia di Pierre Lafond (cortometraggio)
- Dead Out, regia di Richard Lyford (cortometraggio)
- Odissea tragica (Die Gezeichneten), regia di Fred Zinnemann
- Die orgel königin der instrumente, regia di Peter Steigerwald (cortometraggio)
- Enfants des montagnes, regia di Otto Ritter (cortometraggio)
- Fantasmi del mare, regia di Francesco De Robertis
- Film and Reality, regia di Alberto Cavalcanti
- Fishing Grounds of the World (cortometraggio)
- Heart of Paris (cortometraggio)
- Helfende Haende (cortometraggio)
- Ukolébavka, regia di Hermína Týrlová (cortometraggio)
- Il giorno della salute, regia di Francesco Pasinetti (cortometraggio)
- Intermezzo radiofonico, regia di Edmondo Cancellieri (cortometraggio)
- Isole di cenere, regia di Renzo Avanzo (cortometraggio)
- It Might Be You, regia di Michael Gordon (cortometraggio)
- Jeden tisic milion, regia di Miroslav Hubácek (cortometraggio)
- Kolponia (cortometraggio)
- Lebensaders (cortometraggio)
- Le Crabe aux pinces d'or, regia di Claude Misonne
- Le Petit Soldat, regia di Paul Grimault (cortometraggio)
- L'eterna ispiratrice, regia di Giampiero Pucci (cortometraggio)
- Lezione di geometria, regia di Virgilio Sabel e Leonardo Sinisgalli (cortometraggio)
- L'Olimpico, regia di Paolo Vajenti (cortometraggio)
- Lord Shiva Danced, regia di Sarah Erulkar (cortometraggio)
- Matisse, regia di Pierre Champeaux (cortometraggio)
- Lo scrigno delle sette perle (Melody Time), regia di Ben Sharpsteen
- Monte Bianco, regia di Giovanni Paolucci (cortometraggio)
- Muži pod Prahou, regia di Václav Švarc (cortometraggio)

- Naval Photography in Science (cortometraggio)
- Nomads of the Jungle, regia di Victor Jurgens (cortometraggio)
- Noth Sea, regia di Harry Watt (cortometraggio)
- Olympic Games (cortometraggio)
- Ombre sull'Appia, regia di Carlo Capriata (cortometraggio)
- O milionári, který ukradl slunce, regia di Zdeněk Miler (cortometraggio)
- Operazione n.4, regia di Francesco Pasinetti (cortometraggio)
- Operazione n.5, regia di Francesco Pasinetti (cortometraggio)
- Operazione n.6, regia di Francesco Pasinetti (cortometraggio)
- Passeggiata triestina, regia di Claudio Pellizzon (cortometraggio)
- Poesie pouti, regia di Hugo Huška (cortometraggio)
- Pondo Story, regia di Ray Gotteman (cortometraggio)
- Premiers pas (cortometraggio)
- Questions d'heures (cortometraggio)
- Rape of the Heart (cortometraggio)
- Rubens, regia di Henri Storck
- Sad Sack (cortometraggio)
- Superstizione, regia di Michelangelo Antonioni (cortometraggio)
- Taget, regia di Gösta Werner (cortometraggio)
- La croce di fuoco (The Fugitive), regia di John Ford
- Then It Happened (cortometraggio)
- The Sign of St. Hubert (cortometraggio)
- They Travel by Air, regia di Richard Massingham (cortometraggio)
- This Is Britain, no.23, regia di Michael Hankinson (cortometraggio)
- This Modern Age (cortometraggio)
- Three Dawns to Sydney, regia di John Eldridge
- Tiroler Bergheimat, regia di Peter Steigerwald (cortometraggio)
- Vaison la romaine, regia di Jean-Claude Huisman (cortometraggio)
- Van Gogh, regia di Alain Resnais (cortometraggio)
- Vente aux enchères, regia di Jean Mousselle (cortometraggio)
- Combourg, visage de pierre, regia di Jacques de Casembroot
- Vzducholod a láska, regia di Jirí Brdecka (cortometraggio)
- Who Robbed the Robins (cortometraggio)
- Zolfara, regia di Ugo Saitta (cortometraggio)
- Zoo di pietra, regia di Giacomo Pozzi Bellini (cortometraggio)

### Omaggio a Jacques Feyder (1888-1948)
- Carmen (1926)
- Crainquebille (1922)
- Les Nouveaux Messieurs (1928)
- Pensione Mimosa (Pension Mimosas) (1935)

### Personale di Erich von Stroheim
- Femmine folli (Foolish Wives) (1921)
- La prigioniera dell'isola (La Danse de Mort), regia di Marcel Cravenne (1946)

### Retrospettiva Cinema primitivo in memoria di Louis Lumière (1864-1948)
- Buffalo Bill
- Cinématographie Lumière (1895-1900)
- Cretinetti e le donne, regia di André Deed (1910)
- Fêtes du couronnement de S.M. le Tsar Nicolas II: le tsar & la tsarine entrent dans l'église
- L'Assassinat du duc de Guise, regia di Georges Hatot (1897)
- La Vie de Jésus (dal 1902 al 1904)
- Nègres dansant dans la rue (1896)

### Retrospettiva Film Vari
- Il fattorino (The Bell Boy), regia di Roscoe "Fatty" Arbuckle (1918)
- Il rustico (The Hayseed), regia di Roscoe "Fatty" Arbuckle (1919)
- Loth a Sodoma (Lot in Sodom), regia di John Sibley Watson e Melville Webber (1933)
- Cacciatori di salvezza (The Salvation Hunters), regia di Josef von Sternberg (1925)

### Retrospettiva L'opera di Joris Ivens
- I 400 milioni (The 400 Million) (1938)
- Lavori nello Zuiderzee (Zuiderzeewerken) (1930)

### Retrospettiva Ricordo di Georges Méliès
- Le Mélomane (1903)

## Premi
- Gran Premio Internazionale di Venezia per il miglior film: Amleto (Hamlet) di Laurence Olivier
- Coppa Volpi per la migliore interpretazione maschile: Ernst Deutsch per Il processo (Der Prozeß)
- Coppa Volpi per la migliore interpretazione femminile: Jean Simmons per Amleto (Hamlet)
- Premio della Presidenza del Consiglio dei Ministri al miglior film italiano: Sotto il sole di Roma di Renato Castellani
- Premio internazionale per la migliore regia: Georg Wilhelm Pabst per Il processo (Der Prozeß)
- Premio internazionale per la migliore fotografia: Desmond Dickinson per Amleto (Hamlet)
- Premio internazionale per la migliore scenografia: John Bryan per Le avventure di Oliver Twist
- Premio internazionale per il miglior soggetto e sceneggiatura: Graham Greene per Idolo infranto (The Fallen Idol)
- Premio internazionale per il miglior commento musicale: Il tesoro della Sierra Madre (The Treasure of the Sierra Madre)
- Premio internazionale per il cortometraggio: Landsbykirken, Vente aux enchères, Taget
- Premio internazionale per il miglior film di animazione: Lo scrigno delle sette perle (Melody Time)
- Premio internazionale per il disegno animato: Le Petit Soldat
- Premio internazionale "per i suoi valori stilistici e corali": La terra trema
- Premio internazionale per il suo valore lirico: La storia della Louisiana (Louisiana Story)
- Premio internazionale per i suoi valori figurativi e drammatici: La croce di fuoco (The Fugitive)
- Primo premio internazionale per il miglior documentario: Goémons
- Medaglia della Biennale: La furia del peccato (Kvinna utan ansikte)
- Medaglia della Biennale di Venezia: Odissea tragica (Die Gezeichneten)
- Medaglia della Biennale di Venezia per il miglior film a pupazzi animati: Špalíček
- Medaglia d'oro per il miglior film di fenomeni naturali: Como nace un volcán
- Medaglia d'oro per il miglior film di storia dell'arte: Il giorno della salute
- Medaglia d'oro per il miglior film di medicina: Traitement chirurgical de la sciatique
- Medaglia d'oro per il miglior film d'arte figurativa: Van Gogh
- Medaglia d'oro per il miglior documentario di fisica-matematica: Atomic Physics
- Medaglia d'oro per il miglior documentario industriale: Beth ha àrava
- Medaglia d'oro per il miglior film per bambini fino a 7 anni: Ukolébavka
- Medaglia d'oro per il miglior film per i ragazzi dai 7 ai 14 anni: The Secret Tunnel
- Medaglia d'oro per il miglior film didattico: Wirkstoffe des Lebens
- Medaglia d'argento per i film di arte figurativa: Carpaccio
- Medaglia d'argento per i documentari di fisica-matematica: Naval Photography in Science
- Medaglia d'argento per i documentari industriali: Poudre
- Medaglia d'argento per i film di storia dell'arte: L'Olimpico
- Medaglia d'argento per i film sulla tecnica, industria e lavoro: Muži pod Prahou
- Medaglia d'argento per il film sullo sport: Jeden tisic milion
- Medaglia d'argento per i documentari di medicina e scienze naturali: Premiers pas
- Medaglia d'argento: Amalfi
- Medaglia d'argento per i film di storia dell'arte: Basiliche cristiane
- Medaglia d'argento per i film scientifici di fisica matematica: Famille de droites, famille de paraboles
- Medaglia d'argento per il film per ragazzi dai 7 ai 14 anni: Il sentiero della fortuna (Fortune Lane), The Greedy Boy's Dream
- Medaglia d'argento per i film per bambini fino a 7 anni: Jacky, Jackotte et les sortilèges, Micetto cacciatore
- Medaglia d'argento per i documentari di medicina: Polio - Diagnosis and Management
- Medaglia d'argento per i documentari sui fenomeni naturali: The Hurricane Circuit, Vanishing Africa
- Medaglia di bronzo per la nuova tecnica di disegno animato: O milionári, který ukradl slunce
- Diploma d'onore: Andělský kabát